# Hyphydrus excoffieri
Hyphydrus excoffieri – gatunek wodnego chrząszcza z rodziny pływakowatych, podrodziny Hydroporinae i plemienia Hyphydrini.

## Taksonomia
Gatunek opisany został w 1899 roku przez Maurice'a Auguste'a Régimbarta. Zaliczany jest do grupy gatunków signatus.

## Opis
Przednie krętarze samców z niewielkim wcięciem o ostrych krawędziach, symetryczne. 3 podstawowe człony stóp przednich i środkowych odnóży u samców równej szerokości. Penis pozbawiony wierzchołkowo-bocznej kępki włosków, w obrysie części przedniej widzianej z boku prosty. W widoku grzbietowym z umiarkowanej głębokości wcięciem w przedniej części.

## Występowanie
Gatunek ten występuje w południowych Chinach oraz Wietnamie.